# OZU 〜小津安二郎が描いた物語〜
OZU 〜小津安二郎が描いた物語〜は、日本の映画監督である小津安二郎の作品やその生涯をテーマにしたドキュメンタリー・ドラマである。本作は、小津安二郎生誕120年を記念して制作され、彼の初期サイレント映画6作品を現代にリメイクしたオムニバスドラマとして、WOWOWの『ドラマW』枠で放送された。

## 概要
本作は、小津安二郎が描いた数々の名作映画の背景や制作過程、彼の人生と映画に込められた思想を振り返る内容となっている。小津の独特な映像美や映画制作の哲学を解説しながら、当時の日本映画界の動向にも焦点を当てている。

## 内容
本作は、小津安二郎の初期サイレント映画6作品を現代にリメイクしたオムニバス形式のドラマであり、各話が異なる監督とキャストによって制作されている。

### 各話の詳細
| 話数  | タイトル           | 原作                                                   | 脚本・監督 | 出演          |
| ----- | ------------------ | ------------------------------------------------------ | ---------- | ------------- |
| 第1話 | 出来ごころ         | 『出来ごころ』（ジェームス・槇、池田忠雄、小津安二郎） | 城定秀夫   | 田中圭 ほか   |
| 第2話 | 生れてはみたけれど | 『大人の見る繪本 生れてはみたけれど』（小津安二郎）    | 吉田康弘   | 柄本佑 ほか   |
| 第3話 | 非常線の女         | 『非常線の女』（小津安二郎）                           | 松本優作   | 前田敦子 ほか |
| 第4話 | 淑女と髯           | 『淑女と髯』（小津安二郎）                             | 前田弘二   | 成田凌 ほか   |
| 第5話 | 東京の女           | 『東京の女 (映画)』（小津安二郎）                      | 工藤梨穂   | 石橋静河 ほか |
| 第6話 | 青春の夢いまいづこ | 『青春の夢いまいづこ』（小津安二郎）                   | 近藤啓介   | 中川大志 ほか |

## 出演者
- 田中圭
- 柄本佑
- 前田敦子
- 成田凌
- 石橋静河
- 中川大志

## スタッフ
- 監督 - 城定秀夫、吉田康弘、松本優作、前田弘二、工藤梨穂、近藤啓介
- 制作 - WOWOW

## 放送情報
- 放送局：WOWOW
- 放送枠：『ドラマW』